# Comme à Ostende
 (avril 2017).
Si vous disposez d'ouvrages ou d'articles de référence ou si vous connaissez des sites web de qualité traitant du thème abordé ici, merci de compléter l'article en donnant les références utiles à sa vérifiabilité et en les liant à la section « Notes et références ».
Pistes de Paname
Jolie môme Quand c'est fini ça recommence
Comme à Ostende est une chanson de Léo Ferré et Jean-Roger Caussimon, figurant sur l'album Paname, premier album de Ferré à paraître chez Barclay à l'hiver 1960.

Jean-Roger Caussimon l'interprète à son tour dans son premier album, en 1970, année où il commence une carrière de chanteur. 
Cette chanson, devenue un classique du répertoire de Léo Ferré, est considérée par d'aucuns[évasif] comme un des sommets de la collaboration entre Ferré et Caussimon.

## Historique
Les paroles sont de Jean-Roger Caussimon, la musique de Léo Ferré, l'arrangement de Jean-Michel Defaye. 
La collaboration de Léo Ferré avec Jean-Roger Caussimon remonte à la fin des années 1940, avec la méconnue « À la Seine » et le désormais classique « Monsieur William » (1950-53). Elle se poursuit en 1957 avec toute une brassée de chansons (« Mon Sébasto », « Mon camarade », « Les Indifférentes » et « Le Temps du tango », cette dernière devenant un succès).
Après les titres enregistrés en octobre 1954 pour la firme Odéon, qu'il avait orchestrés lui-même (voir album Le Piano du pauvre), c'est ici la deuxième fois que Léo Ferré se fait accompagner par un effectif symphonique.

## Enregistrement

### Production
- Arrangements et direction musicale : Jean-Michel Defaye
- Prise de son : Gerhard Lehner
- Production exécutive : Jean Fernandez

## Reprises
Cette chanson a été chantée notamment par Serge et Sonia (1961), Anne Gacoin (1962), Catherine Sauvage (1965), Jean-Roger Caussimon (1970), le chanteur belge Arno (1996), Michel Hermon (1998), Joan-Pau Verdier (2001), Morice Benin (2002), Sapho (2006), Bernard Lavilliers (2009).